# هالكون (قلعة خواجة)
هالكون (بالفارسية: هالکون) هي قرية تقع في إيران في محافظة خوزستان. يقدر عدد سكانها بـ 107 نسمة بحسب إحصاء 2016.